# 사수중학교
사수중학교(泗水中學校)는 대한민국 대구광역시 북구 사수동에 있는 공립 중학교이다. 사수동의 유일한 중학교이다.
최근 IB 학교로 선정되면서 사수초등학교와 함께 쓰던 강당을 이제 더 이상 쓰지 않고 새로 건설한 사빈관을 이용한다.

## 학교 연혁
- 2015년 12월 17일 : 사수중학교 설립 인가
- 2017년 2월 7일 : 사수중학교 준공
- 2017년 3월 1일 : 초대 강해주 교장 취임
- 2017년 3월 2일 : 제1회 입학식(4학급 56명)
- 2020년 2월 7일 : 제1회 졸업식(71명)
- 2020년 9월 1일 : 제2대 김미리 교장 취임
- 2022년 2월 10일 : 제3회 졸업식(98명)
- 2022년 3월 2일 : 제6회 입학식(151명)
- 2025년 3월 4일 : 제3대 허혜숙 교장 취임
- 2025년 6월 1일: 전미진 교감 취임

## 학교 동문
남성모, 피그그릴스(유튜버), 마공TV(현재 운영하지 않음), 청포도(유튜버)

## 참고 자료
- 사수중학교 - 한국교육학술정보원 학교알리미